# Cornon lo Sec
Cornonsec (en francès, forma oficial Cournonsec) és un vilatge occità del Llenguadoc, situat a la regió administrativa d'Occitània, al departament de l'Erau.